# Guro Strøm Solli
Guro Strøm Solli (* 29. Juli 1983 in Bodø) ist eine ehemalige norwegische Skilangläuferin.

## Werdegang
Solli, die für den Drevja IL startete, lief im Dezember 2002 in Gåsbu ihr erstes Rennen im Continental-Cup und belegte dabei den 44. Platz im Sprint. Ihr Debüt im Weltcup hatte sie im Februar 2004 in Stockholm, das sie auf dem 30. Platz im Sprint beendete. In der Saison 2004/05 erreichte sie mit drei Top-Zehn-Platzierungen den 35. Platz im Gesamtweltcup und den 15. Rang im Sprintweltcup. Bei den Nordischen Skiweltmeisterschaften 2005 in Oberstdorf wurde sie Zehnte im Sprint. Zu Beginn der Saison 2005/06 errang sie in Düsseldorf zusammen mit Ella Gjømle den zweiten Platz. Im weiteren Saisonverlauf kam sie mit drei Top-Zehn-Platzierungen im Weltcupeinzel, darunter Platz drei im Sprint in Oberstdorf, den 33. Platz im Gesamtweltcup und den 15. Rang im Sprintweltcup. Bei den U23-Weltmeisterschaften 2006 in Kranj holte sie Goldmedaille im Sprint. In der folgenden Saison belegte sie mit drei Ergebnissen in den Top Zehn, darunter Platz drei im Sprint in Otepää, den 32. Platz im Gesamtweltcup und den 15. Rang im Sprintweltcup. Im Scandinavian-Cup wurde sie mit zwei Platzierungen unter den ersten Zehn Neunte in der Gesamtwertung. Ihr letztes Skilanglauf-Weltcuprennen absolvierte sie im März 2010 in Oslo, welches sie auf dem 54. Platz im Sprint beendete. Im Sommer 2010 startete sie im Rollerski-Weltcup. Dabei holte sie fünf Siege und gewann damit die Gesamtwertung. Auch im folgenden Jahr gewann mit vier Siegen im Rollerski-Weltcup die Gesamtwertung. Bei den Rollerski-Weltmeisterschaften 2011 in Kristiansund und Aure holte sie mit der Staffel und im Sprint jeweils die Goldmedaille.

## Siege im Rollerski-Weltcup

### Siege im Einzel
| Nr. | Datum              | Ort               | Disziplin             |
| --- | ------------------ | ----------------- | --------------------- |
| 1.  | 19. Juni 2010      | Markkleeberg      | Sprint Freistil       |
| 2.  | 24. Juli 2010      | Schwarzwald       | Sprint Freistil       |
| 3.  | 11. September 2010 | Cuneo             | 19,6 km Freistil Mst. |
| 4.  | 12. September 2010 | Chiusa di Pesio   | Sprint Freistil       |
| 5.  | 26. September 2010 | Thessaloniki      | Sprint Freistil       |
| 6.  | 2. Juli 2011       | Prato Nevoso      | Sprint Freistil       |
| 7.  | 23. Juli 2011      | Bad Peterstal     | Sprint Freistil       |
| 8.  | 13. August 2011    | Kristiansund/Aure | Sprint Freistil       |
| 9.  | 3. September 2011  | Markkleeberg      | Sprint Freistil       |

### Siege im Team
| Nr. | Datum           | Ort               | Disziplin          |
| --- | --------------- | ----------------- | ------------------ |
| 1.  | 12. August 2011 | Kristiansund/Aure | Staffel Freistil 1 |

## Skilanglauf-Weltcup-Gesamtplatzierungen
| Saison  | Gesamt | Gesamt | Sprint | Sprint |
| Saison  | Punkte | Platz  | Punkte | Platz  |
| ------- | ------ | ------ | ------ | ------ |
| 2003/04 | 1      | 101.   | 1      | 62.    |
| 2004/05 | 123    | 35.    | 127    | 15.    |
| 2005/06 | 188    | 33.    | 188    | 15.    |
| 2006/07 | 137    | 32.    | 137    | 15.    |